# Bronwenia mathiasiae
Bronwenia mathiasiae är en tvåhjärtbladig växtart som först beskrevs av W.R.Anderson, och fick sitt nu gällande namn av W.R.Anderson och C.Davis. Bronwenia mathiasiae ingår i släktet Bronwenia och familjen Malpighiaceae. Inga underarter finns listade i Catalogue of Life.